# Рижки замък
Рижкият замък (на латвийски: Rīgas pils) се намира на брега на река Даугава в Рига, столицата на Латвия. Основан е през 1330 г., като в днешния си вид укреплението е построено в периода 1497 – 1515 г. След като е превзет от шведите, те добавят към него обширни постройки през 1641 г. Той е постепенно разширяван в периода 17 – 19 век. През 1930-те години възстановителните му работи се водят от архитекта Ейженс Лаубе. Правителството на Латвия обявява замъка за своя резиденция през 1938 г. В днешно време служи като официална резиденция на президента на Латвия и в него се помещават няколко музея.

## История
Замъкът е построен въз основа на договор между Рига и Ливонския орден през 13 век, когато рижците се вдигат на бунт срещу ордена и разрушават първоначалния замък в центъра на града. Поради постоянния конфликт с рижците, орденът решава да построи свой замък отвъд границите на града, вместо да построи наново първоначалната крепост. Рижците построяват наново замъка, като строителните работи завършват през 1515 г. С подписването на Вилнюската уния през 1561 г. между Ливонския орден и Великото литовско княжество, замъкът става литовско владение, а през 1569 г. – собственост на новосъздадената Жечпосполита. През 1621 г. Рига е завладяна от Шведската империя, а замъкът се използва от шведската администрация.
След като градът е покорен от Руската империя през 18 век, в замъка се помещават генерал-губернаторът, администрацията и съдилищата на Лифландска губерния, включваща по-голямата част от териториите на днешните Латвия и Естония..
От 1922 г. замъкът служи като резиденция на президента на Латвия. След окупацията на Латвия от Съветския съюз през 1940 г., в замъка се помещава Съветът на народните комисари на Латвийската ССР. През 1941 г. в северната част на замъка се нанася младежка пионерна организация. В южната му част са създадени няколко музея. След като Латвия отново става независима страна през 1990 г., северната част на замъка отново става резиденция на латвийския президент.
През 2013 г., когато в замъка се провеждат възстановителни работи, в него избухва пожар. Огънят бързо се изкачва до последния му етаж, като по пътя си опустошава 3200 m2, повечето от които на покрива. Все пак, пламъците на засягат никой от музейните експонати, намиращи се в замъка.

## Архитектура
Първоначалният замък представлява триетажна постройка, обхващаща правоъгълен двор и имаща четири правоъгълни кули по ъглите си. След разрушаването му и построяването му отново, той вече разполага с две кръгли кули, следващи последните разработки на военните технологии. През 17 век замъкът претърпява голямо развитие и има почти непрестанни разширения. През 1682 г. към него е прибавен арсенал. През 1783 г. той е разрушен, а на негово място е построено съдилище.